# Приключения Джона Дэвиса
«Приключения Джона Дэвиса» или «Приключения Джона Девиса» (фр. Les aventures de John Davys) — приключенческий роман французского писателя Александра Дюма-отца, опубликованный в 1840 году.
Действие романа происходит в 1794—1812 годах в Англии и Османской империи. В центре сюжета — история любви английского моряка, от лица которого ведётся повествование, и дочери греческого пирата. Она заканчивается трагически: главную героиню убивает собственный отец. В романе появляются исторические личности, в числе которых поэт Джордж Гордон Байрон и османский султан Махмуд II.
Известно, что Джон Дэвис, прототип центрального персонажа, дружил с Александром Дюма и печатался в его газете, так что именно его рассказы могли стать основным источником материала для романа. Тем не менее Уильям Теккерей обвинял Дюма в плагиате.
«Приключения Джона Дэвиса», опубликованные в 1840 году, стали одним из первых романов Дюма. Однако уже в них автор демонстрирует умение выстраивать напряжённый сюжет и создавать колоритных персонажей.